# Bułeczka
Bułeczka – powieść dla dzieci autorstwa Jadwigi Korczakowskiej. Po raz pierwszy wydana w 1957 roku przez Naszą Księgarnię. W roku 1973 została zekranizowana.

## Fabuła
Opowiada o ośmioletniej Broni, z racji pyzatych policzków zwanej Bułeczką. Mieszkająca początkowo na wsi z przybraną babcią osierocona dziewczynka trafia pod opiekę wujostwa zamieszkałych w mieście. Z powodu swojej nieporadności w zderzeniu w miejskim życiem staje się przedmiotem docinków i złośliwości kuzynki Wandzi i innych rówieśników. Niechętna dziewczynce jest też gosposia wujostwa. Wrodzony optymizm i pogoda ducha pozwala jednak Bułeczce przezwyciężyć trudności, a jej postawa ma zbawienny wpływ na całą rodzinę.